# Laxviken
Laxviken är en by i Laxsjö distrikt, Krokoms kommun i Jämtlands län. Byn ligger i östra änden av Hotagssjön efter Länsväg 339. 
De första permanenta bosättningarna räknas från år 1747, då tre nybyggare började bryta bygd i sydsluttningen längst österut vid Hotagssjön. En av dessa nybyggare var Pål Andersson, som i rakt nedstigande led på mödernenets sida är en förfader till skådespelaren Lennart Jähkel.

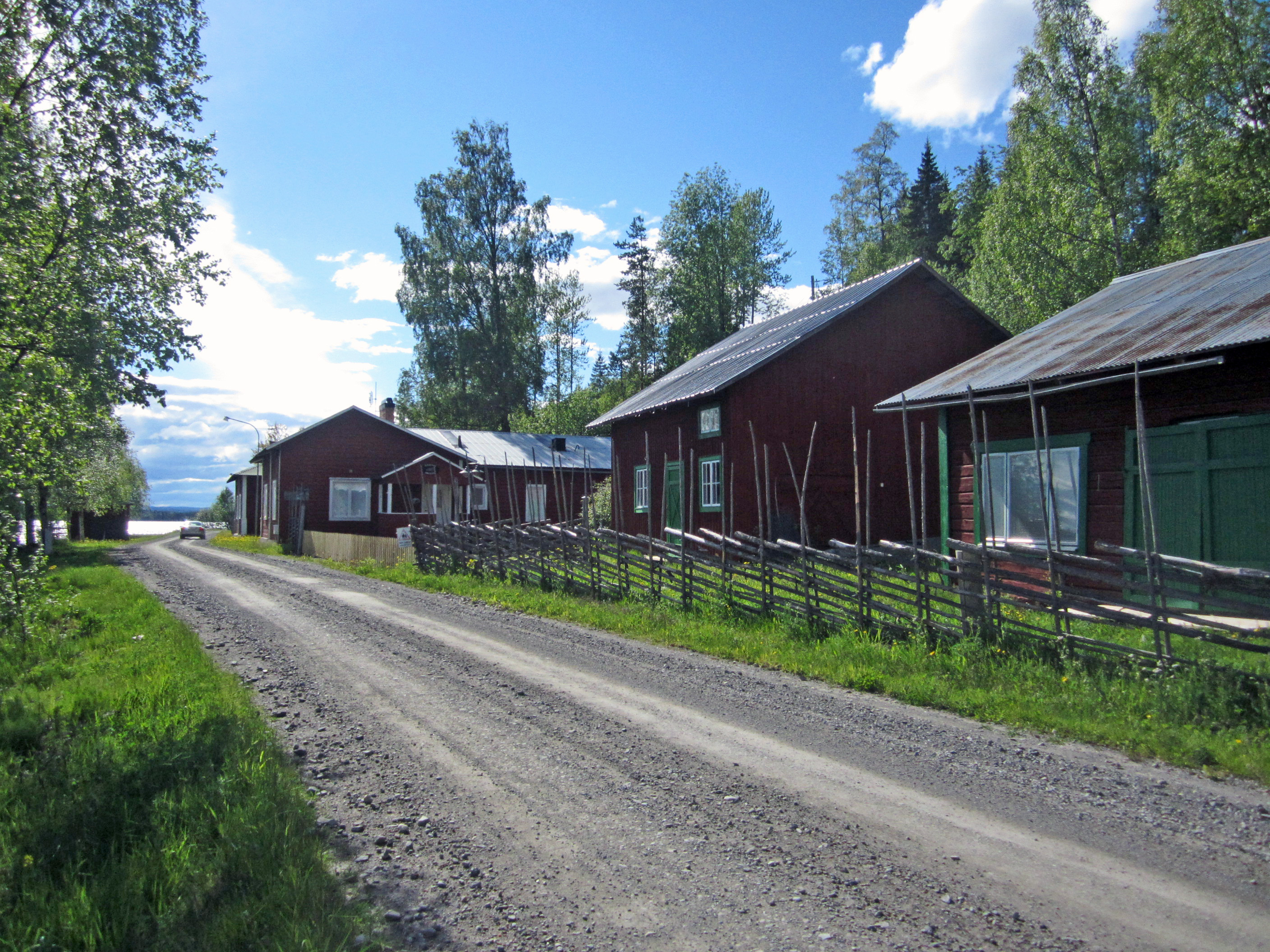
Laxviken

På Laxvikens äldsta gård finns Laxvikens bönhus. I västra Laxviken finns Laxvikens skogs- och flottarmuseum, och Jämtlands största privata ridhus på Stuteri Salmonbay.

## Bilder

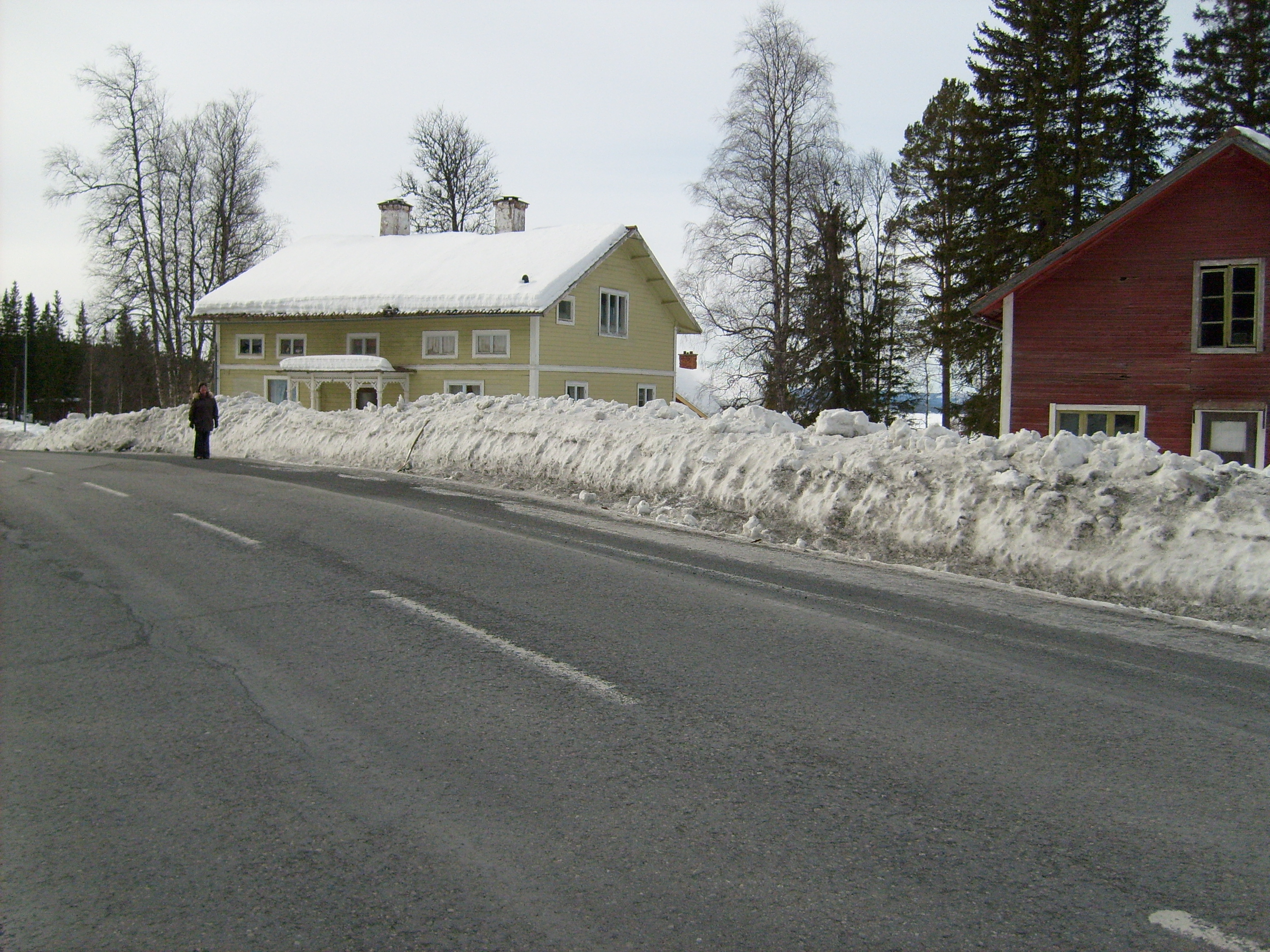
Vinterbild – länsväg 339
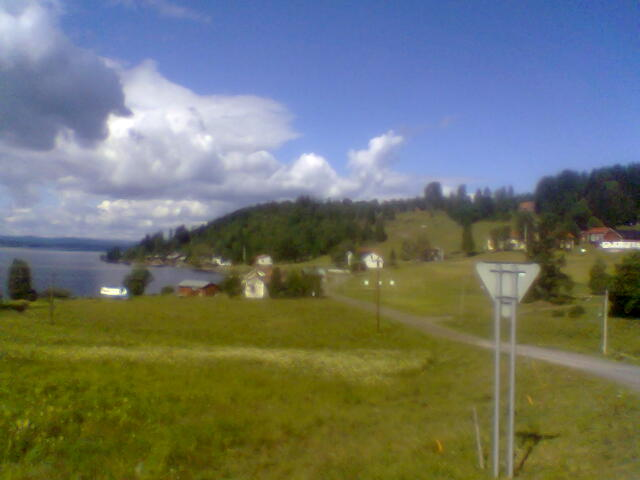
Sommarbild – länsväg 339